# 이윤영 (1890년)
이윤영(李允榮, 1890년 8월 19일 ~ 1975년 10월 15일)은 일제 강점기 조선의 독립운동가 및 교육자 겸 기독교(감리회) 목사 출신이고, 대한민국의 목회자 겸 정치인이다. 본관은 단양이며, 평안북도 영변 출신이다. 호는 백사(白史). 일본식 이름은 리무라 인에이(李村允榮) 또는 리무라 죠사케(李村允榮)이다.
3·1운동 때 독립 선언 강연회를 갖고 시위를 하다가 피체되었고, 1940년대 한일기독교 통합에 반대하여 목사 자격 정지를 받기도 했다. 해방 후 조만식 등과 건국준비위원회에 가담했다가 조선민주당을 창당해 부당수로 활동했고, 월남 후 총리서리에 천거되기도 하였다. 대한민국 정부 수립 이후 최초로 국무총리에 지명되었으나 한국민주당의 인준부결로 낙마했다. 이후 세 번 더 국무총리에 지명되었으나 낙마했다.
고당 조만식의 측근이었다가 월남 후 이승만의 측근으로 활동하며 1948년 5.10 총선거에 출마, 제헌 국회의원에 당선되었다. 1948년 5월 31일 대한민국 국회 첫 개원 때 주기도문으로 개회식을 주관했다. 제1공화국 당시 무임소 장관·사회부 장관 등을 지냈고, 이기붕의 반대파에 서서 부통령 후보로 출마하였으나 낙선하였다. 5·16 군사 정변 후 군정연장 반대투쟁위원회 의장, 국민의 당 최고위원을 지냈다. 군정연장 반대투쟁위원장 당시 현역 육군 군인이던 박정희에게 군복을 벗고 민간인 신분으로 선거에 출마하라고 권고하기도 했다.

## 생애

### 생애 초반
이윤영은 1890년 8월 19일 평안북도 영변군(寧邊郡) 영변면 서부동 60번지에서 이용필(李龍弼)의 아들로 태어났다. 그의 아버지는 교육열이 있어서 그는 7세에 서당에 들어갔다 한다. 1896년부터 1905년(광무 9)까지 한학을 수학하여 이미 1901년 12살이 되던 해에 사서삼경을 독파하였으며 1905년 미국감리교 선교사가 설립한 영변 숭덕중학교에 입학하였다.
1904년 첫 결혼을 했다. 전쟁이 벌어지자 난리가 났다 하여 조혼이 늘어났고, 여러 곳에서 중매가 왔다 한다. 이때 신부 집에 가서 약식으로 결혼을 하였다.
1907년(광무 11) 숭덕중학교 졸업 후 사촌형 이윤선과 함께 측량을 배우러 상경했다. 그러나 그는 경성 중앙YMCA영어학교에 입학했다. 그러나 1908년(융희 2) 경성 중앙YMCA영어학교 중퇴 후 1909년 경성공업전습소(훗날 경성고등공업학교)에서 토지측량법을 배우다가 그마저도 중퇴하고 1910년 평양 숭실사범전문학교(崇實師範專門學校)에 3학년으로 편입학하였다. 이때 선교사 모리스에게 영어를 배웠다. 1911년 태천 창명학교의 교사로 초빙됐다. 창명학교 교사 재직 중, 메이지 천황의 사망 소식이 조선에 전해졌는데, 그는 메이지 천황 빈소에 절하기를 거절했다가 태천경찰서로 연행, 신문받고 풀려났다. 이후 요시찰 명부에 올라가고 불령선인이라는 낙인이 찍혔다.
1912년 숭실사범전문학교를 나온 그는 1913년 운산보통학교 교장을 지냈다. 1913년 12월, 운산보통학교장을 그만두고 1914년 3월, 상경하여 1915년부터 1917년까지 경성 감리교신학교에서 수학하였으며, 1917년 경성부 감리교신학교에서 신학을 전공한 뒤 목사안수를 받았다. 그 해 전도사로 강연 활동을 하다가 개척교회의 목사가 되었다.
1917년 2월 18일 본부인이 장질부사에 걸려 사망했다. 아들 경, 훈, 찬, 준과 딸 옥순이 있었다.
1917년 서울 신학교 동창 배형식 목사의 중매로 이마대의 아버지에게 추천되었다. 1917년 9월 13일 진남포 교회에서 이마대와 결혼했다. 이마대는 진남포 출신으로 평양숭의여자중학교(平壤崇義女子中學) 제1회 졸업생이며, 2남 6녀를 두었다. 이마대 역시 기독교인으로 직분은 권사였다.

### 독립 운동 참여와 목회 활동

#### 3.1 만세 운동 참여와 수감
1919년 평안남도 순천에서 일신보통학교장으로 교회일을 겸무할 때 3·1만세운동에 호응하여, 신창금융조합 이사 황경환, 유경운, 신창면장 김삼봉, 김찬수, 이수홍, 오신길, 함태호, 이대근, 김권유, 여자 전도사 강경심 등의 동지를 규합하여 3월 5일 신창면사무소에서 만세운동을 벌였다. 그는 비록 3·1 운동 때 민족대표자 33인으로 서명하지는 않았으나 순천 근처 신창읍에서 독립선언 강연회와 시위운동을 전개, 지도하였다가 시가 행진 중 주모자로 조선총독부 경찰에 체포되어 수감, 1년 2개월간 복역했다. 1920년에 출옥하였다.
그의 아내 이마대도 임신 6개월차였는데 체포되어 고문당했으나 별 혐의점이 없어 풀려났다. 학교에서 교사로 애국가를 가르쳤다는 이유로 구타, 하혈했다 한다. 곧 구속되어 신창경찰서 유치장에 갇혔다가 평양 재판소로 옮겨져 재판받고, 평양형무소 778호실에 수감됐다. 1919년 5월 1차 공판에서 징역 1년 6개월형을 받고 불복, 상고했으나 복심에서 1년 6개월형으로 확정됐다. 옥중에서 독립운동가, 기타 잡범 등과 혼합 수용되었다. 그러나 1년 2개월만에 출옥했다. 옥중에서 아버지 이용필이 장질부사에 걸려 사망한 소식을 접했다. 같은 해에 그의 백부도 장질부사로 사망했다.
감옥생활 중 부인 이마대가 사식을 들여보냈는데 옆칸에 있는 이수홍 노인에게 일부 떼어줬다 한다. 1920년 출감후 배천·진남포·개성 등지에서 감리교회 목회자로 활동하였다.
1928년 선교사 문요한의 추천을 받아 진남포 신흥감리교회 담임목사 겸 진남포 지방감리사로 초빙되어 4년간 시무했다. 목회 활동 이외에도 희천 대성학교(煕川 大成學校)의 교사로 활동했고, 이후 춘천 창명학교(春川昌明學校) 교장에 초빙되었으며 이후 운산 광동학교(雲山光東學校), 순천 일신학교(順天 日新學校) 교장을 역임했다. 그밖에 미국 남감리교회의 감리사로 임명되어 진남포지방감리사(鎭南浦地方監理事), 개성지방감리사(開城地方監理事), 평양지방감리사(平壤地方監理事)로 활동했다.

#### 목회 활동
1930년대 조선총독부의 신사참배 요구를 거부했다가 요시찰 인물이 되기도 하였다. 1934년 평양 남산현교회 목사로 부임하였다. 1935년 남산현교회 담임목사 오기선(吳基善)의 추천으로 그의 후계자가 되어 남산현교회 담임목사가 되었다.
정일형 일가와도 가까웠던 그는 1936년 12월 26일 평양 정의여고 강당에서 정일형과 이태영의 결혼식에 주례를 섰다. 결혼식 축사는 도산 안창호가 했다. 1938년 4월 평양 광성중학교, 1939년 3월 평양 정의여자고등학교, 요한성경학교 설립과, 성림여자중학교의 설립에 참여, 재단 이사장으로 선임되었다.
1940년대 초 한·일기독교통합예비회담인 가마쿠라회의(鏞倉會議)에 윤치호(尹致昊)·신흥우(申興雨) 등과 함께 한국인측 7인 대표자의 한사람으로 참석, 한일 기독교단 통합에 정면으로 반대하며 기독교통합은 곧 우리 나라 교회의 해산을 전제한 것이라고 강조하였다. 그는 가마쿠라 회담에서의 조일 기독교통합을 저지하였으나, 귀국 후 총독부의 압력으로 목사 자격 정지 처분을 당하였다. 신학교의 강사와 섬유공장의 감독 등으로 생계를 유지하였다.
일제 강점기 후반에는 평양 광성중학교, 정의여학교, 개성 호수돈여학교, 영변 숭덕중학교, 평양여자고등성경학교, 정진여학교 등의 재단 이사로 활동했고, 감리회 총리원 사회국장, 기독신보, 기독교서회, 평양기독병원의 이사로도 활약하는 한편 평양기독교연합회 회장을 역임하였다.
1940년대에 그는 리무라 인에이(李村允榮) 또는 리무라 죠사케(李村允榮)로 창씨개명하였다. 1940년 7월 2일 재단법인 영변숭덕학원(財團法人 寧邊崇德學園)의 재단이사의 한 사람으로 추대되었다. 1941년 2월 15일 재단법인 미국감리회 조선선교부 유지재단(財團法人 美監理敎會朝鮮宣敎部 維持財團)의 재단이사와, 재단법인 남감리회 조선선교부 유지재단(財團法人南監理敎會朝鮮宣敎部維持財團) 재단이사의 한 사람이 되었다. 3월 10일 재단법인 영변숭덕학원 재단이사에 중임되었다.
1944년 3월 15일 재단법인 영변숭덕학원 재단이사에 중임되었다.

### 광복 이후

#### 해방 직후의 정치 활동
1945년 8·15 광복 직후 건국준비위원회 평안남도지부에 참여하였고, 조만식(曺晩植)을 위원장으로 평양 인민정치위원회를 조직하여 부위원장에 선출되었다.
1945년 10월 조만식 등과 조선민주당을 창당하여 부위원장으로 선출되어 활동하였다. 평양 인민정치위원회 부위원장에 선출되기도 하였다. 그러나 45년 10월 소련군이 북한을 점령하게 되면서 공산주의 진영과 마찰을 빚다가 신탁통치반대결의를 경성으로 보낸 것이 문제가 되자 1946년 2월 한근조(韓根祖) 등 다른 조선민주당 당원들과 함께 피신, 월남하였다. 이때 그는 다른 기독교인을 이끌고 남하했는데, 이 중 목사 김길수(金吉洙)는 홀로 거절하고 평양에 남아있었다. 김길수 목사는 1949년 실종되었다.
월남 후 거처할 곳이 없어 미국인 친구들의 도움으로 얻은 선교사 자택에서 생활했다. 사정을 안 이승만 박사가 독립운동을 하고 월남한 어른에게 집이 없어서야 되겠냐며 회현동에 있는 적산 가옥 하나를 주선해 주었다. 회현동에 있는 적산 가옥 하나를 불하받았다. 그는 불하 대금을 지불하고 거주하였다. 이후 서울 종로구 필운동에 살다가 뒤에 서울특별시 성동구 신당동 432-9로 이사하여 계속 거주하였다. 이후 남한에서 조선민주당을 재조직하여 활동하였다. 한편 그가 이승만의 측근으로 발탁되면서 반(反) 이승만 노선을 걷게 된 한근조와는 결별하게 된다.
1946년 1월에는 김구, 조소앙, 김성수, 이승만 등과 함께 신탁통치 반대 운동에 참여하였다. 8월 12일 민족통일총본부 정경부장에 선출됐다. 12월 7일 서울 성동에서 신익희, 박종화 등과 함께 UN에 외교사절 파견 결의대회에 참여하고, 선언문을 그가 낭독했다.
1947년 1월 26일 경교장에서 열린 반탁독립투쟁회 결성에 참여하고 반탁투쟁회 지도위원의 한사람으로 선출되었다. 그해 12월 UN한국위원회 파견을 영접할 조선민족대표단 의장단의 한 사람으로 위촉됐다.

#### 정부 수립 참여
1948년 5월 10일 서울시 종로구 갑구에서 제헌국회의원(制憲國會議員) 후보로 출마하여 당선되었다. 5월 25일 국회 개원준비위원회가 구성되자 서무부장에 선임됐다. 5월 31일 서울에서 제헌 국회가 개원되자, 국해 개원식 당일 임시 국회의장 이승만의 요청으로 단상에 올라 주기도문을 낭독한 후, 대한민국 국회 개원을 감사드리는 의미의 감사기도를 선언하였다. 이는 대한민국 국회 속기록에 기록되었다.
대한민국 국회 개원 특별 감사기도

이 우주와 만물을 창조하시고 인간의 역사를 섭리하시는 하나님이시여! 이 민족을 돌아보시고 이 땅에 축복하셔서 감사에 넘치는 오늘이 있게 하심을 주님께 저희들은 성심으로 감사하나이다.
오랜 시일 동안 이 민족의 고통과 호소를 들으시고 정의의 칼을 빼서 일제의 폭력을 굽히시사 세계만방의 양심을 움직이시고, 또 우리민족의 염원을 들으심으로 이 기쁜 역사적 환희의 날을 이 시간에 우리에게 오게 하심은 하나님의 섭리가 세계만방에 정시(呈示: 꺼내 보임)하신 것으로 믿나이다.
하나님 아버지! 이로부터 남북이 둘로 갈리어진 이 민족의 어려운 고통과 수치를 신원(伸寃: 원통한 일을 풂)하여 주시고, 우리 민족, 우리 동포가 손을 같이 잡고 웃으며 노래 부르는 날이 우리 앞에 속히 오기를 기도하나이다.
하나님 아버지! 원치 아니한 민생의 도탄은 길면 길수록 이 땅에 악마의 권세가 확대되나 하나님의 거룩하신 영광은 이 땅에 오지 않을 수 없을 줄 저희들은 생각하나이다.원하옵컨대, 우리 조선독립과 함께 남북통일을 주시옵고, 또한 민생의 복락과 아울러 세계평화를 허락하여 주시옵소서.
거룩하신 하나님의 뜻에 의지하여 저희들은 성스럽게 택함을 입어가지고, 글자 그대로 민족의 대표가 되었습니다. 그러하오나 우리들의 책임이 중차대한 것을 저희들은 느끼고 우리 자신이 진실로 무력한 것을 생각할 때 지(智)와 인(仁)과 용(勇)과 모든 덕(德)의 근원이 되시는 하나님 앞에 이러한 요소를 저희들이 간구하나이다.
이제 이로부터 국회가 성립되어서 우리 민족의 염원이 되는, 모든 세계만방이 주시하고 기다리는 우리의 모든 문제가 원만히 해결되며, 또한 이로부터 우리의 완전 자주독립이 이 땅에 오며, 자손만대에 빛나고 푸르른 역사를 저희들이 정하는 이 사업을 주여 완수하게 하여 주시옵소서.
하나님이 이 회의를 사회하시는 의장으로부터 모든 우리 의원 일동에게 건강을 주시옵고, 또한 여기서 양심의 정의와 위신을 가지고 이 업무를 완수하게 도와주시옵기를 기도하나이다.
역사의 첫걸음을 걷는 오늘의 우리의 환희와 감격에 넘치는 이 민족적 기쁨을 다 하나님에게 영광과 감사를 올리나이다. 이 모든 말씀을 주 예수 그리스도 이름을 받들어 기도하나이다. 아멘.

주기도문에 이어 특별 감사기도를 하였다. 6월 1일 국회 헌법기초위원회 위원에 선임되었다. 6월 2일 헌법기초위원회 부위원장에 선출됐다. 6월 2일부터 6월 21일의 헌법기초위원회 회의에 참여했다.
7월 22일 이승만에 의해 초대 국무총리서리로 인준되었으나 국회 내의 한민당계열의 반대로 무산되었다. 이후 제1공화국 기간 중 4번 국무총리 서리에 임명되었으나 4번 모두 인준부결되었다. 8월 초대 내각의 무임소 장관의 한 사람으로 입각하였다. 그해 10월 6일 경제원조회담 제1차 회의에 재무부장관 김도연, 기획처장관 이순탁, 법체처장 유진오 등과 함께 참여, 협상 도중 10월 12일 미국으로부터 잉여농수산물과 구호물자 원조를 지원받는 한편 한국정부를 지도감독한다고 명시한 조항을 내정간섭 조항이라 하여 삭제를 요구하여 성사시켰다. 1950년 1월 9일 학생정구연맹 고문에 위촉되었다.
1950년 5월 12일 언론에 제2대 국회의원 선거에 불출마를 발표했다. 불출마 사유는 언론에 밝히지 않았다.
이후 무임소장관에 다시 임명되었으며, 제2대 사회부장관을 지냈다. 1949년 국회에서 여수·순천 사건, 제주 4·3 사건의 피해상황을 설명하고 국회의원들에게 전라남도 지역 피해 복구를 위한 피해복구 계획안의 승인을 국회에 요청했다. 한국 전쟁 중 사회부 장관으로 전선을 시찰하기도 했다.
1950년 4월 6일 이범석 국무총리의 후임으로 두번째로 국무총리에 지목되었지만 국회에서 부결되었다.

#### 6.25 이후 활동
1952년 다시 무임소장관이 되었다. 1952년 3월 제3대 부통령 선거에 부통령 후보자로 출마하기 위해 무임소장관을 사퇴했다. 1952년 7월 13일 조선민주당 중앙상무집행위원회에서 이승만 대통령을 대통령 후보에, 이윤영을 부통령 후보에 지명하였다. 그해 8월 5일의 선거에서 458,583표로 5위로 낙선하였다. 선거 당시 어느 지역의 지방 경찰은 그의 사진에 먹으로 그어버리다가 시민에게 들켰다 한다.
1952년 10월 세번째로 총리서리에 추천됐을 때, 민국당(그는 회고록에 한민당으로 기록했으나 세번째 추천 당시에는 당명을 바꾼 상태이다.)에서 내무부 장관 한 자리를 민국당에 주면 총리 임명에 동의해주겠다고 제의해왔다. 그는 이를 거절했다. 국무총리 인준을 얻으려면 돈을 써야 한다는 비서들의 권유와, 주의의 주선으로 1억 환의 정치자금을 가져 왔다. 그는 이것을 비서들과 딸 이영숙에게 "나더러 벼슬을 돈 주고 사란 말이냐? 나는 너희를 이런 식으로 교육하지 않았다"며 그 돈을 되돌려주게 하였다. 그는 무임소장관으로 계속 근무하다가 은퇴하였다.
그가 번번히 부결되자 이승만 대통령은 영국의 어느 유명한 수상은 7번 부결 받았지만 그 후 명 재상이 되었다며 그를 위로하였다.
1951년 10월 9일 다시 서울로 올라왔다가 1.4 후퇴로 피신했다. 그는 네 딸은 열차편에, 아내와 딸 정숙, 아들 동원은 관용차를 태워 먼저 내려보냈다. 뒤에 그도 남하, 1.4 후퇴 후 잠시 부산 동광동에 체류하였다.
1952년 1.4 후퇴 직후 몇몇 독지가들과 함께 부산 동대신동에 임시 건물을 얻어 신흥대학을 개교하는데 참여하고, 1952년 5월 신흥대학(현 경희대학교) 학장에 취임했다. 그해 7월 반공통일연맹 위원장에 선임되었다. 서울로 환도한 후 신흥대학의 부지를 마련하지 못해 농림부 장관 최규하 등에게 여러번 부탁하여 임업시험장 땅 십만 평을 불하받아 학교 부지를 마련했다. 1952년 한국은행에서 회현동 집이 옛 한국은행 두취가 살던 집이니 되돌려달라고 했다. 그는 재물 욕심이 없어서 그 집을 되돌려주었다. 1954년 12월 11일 서울에서 열린 조선민주당 전당대회에서 조선민주당 수석최고위원에 선출됐다.
1956년 3월 20일 제4대 대한웅변협회 회장에 선출되었다. 1956년 한국냉동협회(韓國冷凍協會) 회장을 지냈다. 1957년 8월 1일 대한웅변협회장직을 사퇴하였다.

#### 부통령 재출마와 4.19 전후
1956년 다시 제4대 부통령 선거에 부통령 후보자로 출마하였으나 낙선하였다. 1959년 이윤영은 나라의 운이 다 되었다고 생각하고 이승만에게 진언을 하러 경무대로 찾아갔다. 그러나 이기붕이 못만나게 해 놓아서 결국 이윤영은 뜻을 이루지 못하고 돌아섰다. 대통령 면회를 거절당하자 이윤영은 부통령 후보에 다시 입후보하였다. 주위에서 부통령 입후보는 해서 무엇하느냐고 말리기도 하였다. 그러나 이윤영은 이기붕을 낙선시키기 위해서 출마한다고 하였다.
씨름판에 나가는 사람이 꼭 이기려고 나가느냐? 씨름에 져도 잠뱅이나 찢으려 나가는 거지! 이기붕이를 떨구기 위해서다.

이기붕은 사람을 보내 이윤영에게 돈 1억원을 보내드릴 터이니 사퇴하고 자기를 밀어 줄 것을 제안하였으나 이윤영은 크게 나무라고 해서 되돌려보냈다. 제4대 부통령 선거에서 그는 낙선하였다. 이후 이기붕 세력의 견제를 받아 한동안 경무대에 출입하지 못하였고 이기붕 세력은 부통령 선거 유세도 방해하였다. 
1960년 4.19 혁명으로 이승만이 하야한 뒤 제5대 국회의원 선거에서 무소속으로 경기도 참의원에 출마했으나 낙선했다. 

### 생애 후반

#### 5.16 정변 전후
1961년 5월 16일 5.16 군사 정변이 발생했다. 그는 자신의 보좌관에게 '이제 드디어 군이 정치를 맡게 되니 기가 막힌다. 그러나 어쩔 수 없다. 김일성이 염려 보다는 나으니까'라 했다. 그는 '정치를 군인에게 맡기는 것은 옳지 않으나 김일성이가 쳐들어 오는 것 보다는 낫다'고 했다.
1962년 2월 27일 서울 시민회관에서 국가재건최고회의 위원과 구 정치인이 모여 군은 군으로 가고 구 정치인은 반성하여 새마음으로 정치에 임한다는 2.27 선서를 했다. 그러나 선서 1개월도 채 지나기 전에 구 정치인들은 반발했고 군은 의견을 바꾸어 군정을 연장해야겠다고 나섰고 구 정치인들은 군정 연장 반대 투쟁에 나섰다.
이에 1962년 12월 17일 박정희는 1963년 8월 경에 정권을 민간에게 이양하겠다고 발표했다. 그러나 이번에는 1963년 3월 15일 수도경비사령부 소속 군인 80여 명이 무장하고 서울 국가재건최고회의 청사 앞에서 군정 연장을 요구하는 시위를 벌였고 1963년 3월 16일 박정희는 다시 군정을 4년간 연장하겠다고 성명을 발표했다.
1963년 3월 20일 군정연장반대투쟁위원회가 조직되자 참여했다. 이때 철기 이범석이 가장 욕심이 없고 양심적이며 선서의 대표자인 이윤영을 의장으로 모시고 투쟁하자고 하여 그가 만장일치로 의장에 추대됐다. 그는 윤보선, 허정 등과 함께 군정연장반대투쟁위원회를 조직하고 거국적인 반대 유세를 다녔고 박정희는 3자 회담을 요청했다. 3월 20일 정구영 민주공화당 총재와 오후 5시부터 7시 50분까지 회담을 진행했다.
당신이 정치를 하고 싶고 집권을 하고 싶으면 깨끗이 군대에서 제대를 하고, 순수한 민간인으로서 깨끗하고 공명한 자유 분위기 속에서 선거를 통해서 하라. 그것이 가장 바람직스러운 일이다. 그렇게 한다면 군정 연장이 아니라고 본다.

결론은 6일간 유보하기로 했다. 그는 박정희에게 군복만 벗고 나오라, 군정을 끝내라, 그러면 도와주겠다고 하였다. 이윤영을 모시고 입회했던 이윤영의 비서 고기영(高琪榮)은 '이 때에 (그가) 박 대통령에게 정치적 소생의 철학으 주신 것으로 믿고 있다.'고 평했다.
회담 후 군복을 입은 현역 육군 대장으로 대통령 권한을 대행하고 있던 박정희는 군정을 끝내기로 결심하고, 이윤영은 군정반대투쟁위원장 으로서 박정희와 같이 군정을 끝내자는 선서식을 했다. 선서식 후 군정연장반대투쟁위원회는 63년 4월 11일 해산했다.
한편, 딸 이인숙이 이윤영을 미국에 초청하였을때 그는 신원조회가 나지 않아 여권이 나오지 않았고 그는 박정희에게 청원하여 미국행 여권을 받았다. 박정희는 도미하는 그에게 군사정권이라는 미국 내 여론을 환기시켜서 한국의 이미지를 쇄신해 달라고 부탁했다.

#### 정계 은퇴 이후
이후 정계를 은퇴, 목회 활동과 강연 활동을 하다가, 민우당과 국민의당의 최고위원을 지냈다. 생애 후반에는 재이북부조합동경모대회(在以北父祖合同敬慕大會) 대회장에 피선되었다.
6.25 때 피난학교 시절의 광성고등학교 재건에도 참여한 후 종신재단이사로 봉직하였다. 1969년 국토통일원 위원에 피선되었고, 그해 삼선 개헌안 처리를 전후하여 공화당 국민투표대책위원에 위촉되었다. 1970년 국토통일원 고문에 위촉되었다.
1974년 혈압으로 쓰러져 메디컬센터에 입원했다가 퇴원했다. 1975년 9월 20일 저녁 늑막염으로 메디컬 센터에 입원했다가 퇴원했다.
내가 살아서 통일만 못 보았지 목사 생활 30년에 국무총리 서리까지 하고 너희들도 잘 자라주었는데 무슨 여한이 있겠느냐. 얘들아 울지 마라

하나님은 인간의 생사 화보을 주장하시고 계신단다. 그러나 하나님의 섭리와 인간의 욕심은 어긋난다. 내 욕심을 버리고 하나님의 섭리를 따라야 된다. 누가복음 12장을 알지 않느냐? 어느 도시에 부자가 있어 풍년을 만나 곡식을 거두어 창고에 가득히 두고, 이제 먹고 마시고 놀려고 하였지만 하나님께서는 그 부자의 영혼을 거두어 가셨다. 보아라, 지상의 모든 것은 허무하게 끝난다. 너희들은 내욕심을 버리고 하나님의 섭리에 순종하면서 살아라

딸 이영숙은 후일 동생 이동원 국장이 42살로 일찍 죽었을 때, 사위 이범석이 순직했을 때 슬픔에 쌓인 우리 가족들에게 하나님의 섭리에 순종할 수 있는 힘이 되었다고 한다.
1975년 10월 15일 서울특별시 중구 신당동 349-204번지에 있는 자택에서 노환으로 사망했다. 빈소는 집에 마련되었으며 장례식은 간소하게 진행됐다. 박정희 대통령이 대통령 비서실장 김정렴 등을 보내 조의하였다.

### 사후
죽기 전 그는 가족장으로 조용히 장례를 치를 것을 유언하였다. 정부에서는 국민장으로 하려 했으나 그의 유언에 따라 가족장으로 정했다. 김종필이 그의 아들이며 국립의료원 사무국장 재직 중이던 아들 이동원에게 사회장으로 하자고 권고하기도 했다. 박정희 대통령은 특별히 장례비 3백만원을 조의금으로 보내주었다. 그가 죽자 부인 이마대는 식음을 전폐하다시피 하다가 6개월 후 사망했다. 계부인 이마대는 그의 묘 옆에 합장되었으며 검은색 오석 비석이 세워졌으며, 국무총리서리 백사 이윤영 목사, 영부인 이마대 권사지묘라 새겨져 있다.
시신은 경기도 양주군 진접면 장현리(후일의 경기도 남양주시 진접읍 장현리)의 가족 묘지에 안장되었다. 딸 이영숙은 1974년 사회복지법인 은혜원을 설립하고 은혜원 원장, 평통 자문위원, 예수교장로호 여전도회 전국연합회 서기, 예수교장로회 서울연합회 부회장, 한국교회여성연합회 교회사회위원장 등을 지냈다. 사위 이범석은 외교관을 지냈다.
그의 묘소는 진접읍 장현리이며, 인근 남양주시 별내면 용암리 도감마을에는 조선시대에 부사를 지낸 경주이씨 이윤영의 묘소가 있다. 그와는 한자 이름이 같은 동명이인이다.

## 총리 인준 부결 과정

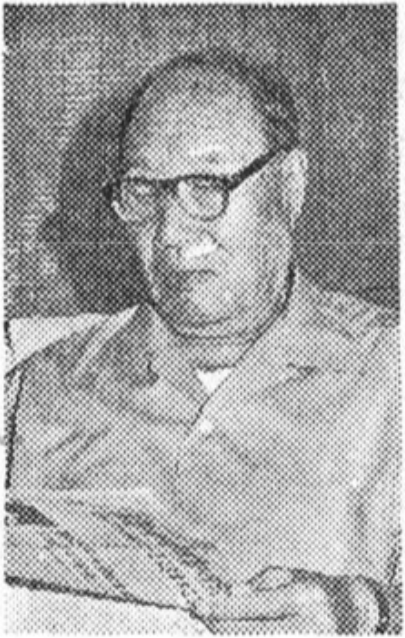
1972년의 이윤영.

1948년 7월 27일 이승만은 국회에 출석해 이윤영을 총리 지명자로 발표했다. 이윤영은 북한에 기반을 두고 있던 조선민주당의 부위원장이었으므로 민족통일을 위한 상징적인 의미는 있었지만, 국회는 132대 59의 표결로 인준을 거부했다.
1950년 4월 3일 이범석이 정치적인 이유로 국무총리를 사퇴하였다. 이승만은 3일 밤 원내 각파 대표들을 경무대로 초청하여 조병옥, 신흥우, 신성모를 총리로 추천하였으나 각파에서 난색을 보이자 다시 이윤영을 국무총리로 임명하여 국회에 승인 요청을 했다. 그러나 4월 6일 국회 표결에서 재석 155명 중 찬성 68표, 반대 83표, 기권 3표로 부결되었다.
1952년 10월 5일 국무총리 장택상이 사임하자 이승만은 이윤영을 3번째로 후임 총리에 지명하여 국회에 인준요청을 해놓고 국회인준시까지의 총리 서리로 재무장관 백두진을 임명했으나 이윤영은 다시 부결되었다.

## 약력
- 평양숭실사범학교 졸업
- 교사로 근무
- 태천보통학교교장
- 봉천보통학교교장
- 운산보통학교교장
- 감리교목사
- 1919년 3·1 운동으로 투옥
- 배천·진남포·개성·평양 등지에서 성직자로서 사목
- 1930년대 조선총독부의 신사참배를 거부하였다.
- 1941년 태평양 전쟁 이후 창씨개명을 거절하였다.
- 건국준비위원회 평안남도지부 참여
- 45년 10월 조선민주당 부당수
- 3.8선 이남으로 월남
- 여순 반란 사건 때 대통령 특사로 전라남도 여수와 순천을 방문하였다.
- 제주도 4.3 사태 당시에도 이승만의 특사로 제주도에 파견되었다.
- 제헌 국회의원(종로갑)
- 사회부장관
- 국무총리 서리
- 신흥대학 학장
- 1960년 제4대 정부통령 선거에 부통령 후보로 출마하였다.
- 1962년 군정연장반대투쟁위원회 의장

## 수상 경력
- 1975년 국민훈장 무궁화장(1등급) 추서

## 평가
이승만의 다른 측근이었던 윤치영은 '이윤영 선생은 참 점잖으신 분이었다. 이박사의 동지가 되어 원대한 목표를 세우고 걷다가 일선에서 일하는 사람들의 몰이해로 고생하시다 가셨으니 유감천만입니다.'라고 평하였다.

## 기타
그는 각박하게 변하는 사회인심을 비판하기도 했다. 그에 의하면 현대사회의 밉살스러운 장면이었다. 어려움이 있을 때에 친구를 아는 것이 참된 친구이다. 이러한 실례는 우리에게 교훈을 주는 것이었다. 그러나 세상 인심은 참새떼와 같이 곡식 알을 먹을 대는 무더기로 날아와 주워먹고 다 먹은 뒤에는 훌쩍 날아가 버린다. 사회에서 보는 세상 인심은 의리, 도덕, 우정보다 먹을 것과, 이익, 권리 등을 보고는 모여들었다가 탐할 것이 없어진 후에는 다 가버리는 것이다.„라고 비판하였다.
그의 본부인은 1917년에, 아버지, 백부는 1919년에 각각 장티푸스로 사망했다.

## 저서
- 백사 이윤영 회고록

## 가족 관계
정일형과는 인척관계였다. 이윤영의 부인 이마대는 정일형의 어머니의 6촌 여동생이었다. 따라서 정일형은 이윤영 처형의 아들, 즉 처조카뻘 되는 사이였다.
이태영 역시 이윤영이 평양 남산현 교회 목사로 부임했을 때 평양 남산현교회의 성도였다. 이태영은 남산현교회에 다니며 주일학교 학생반 선생을 했으므로 이윤영 목사와 자주 만나게 되었다. 이윤영은 이태영을 끔찍이 아꼈다고 한다. 그러나 그는 이승만의 측근이 되고, 정일형은 민주당계 정당에 가담하면서 갈라서게 되었다.
아들 이찬, 이준은 송고고등학교를 졸업했고, 딸 혜숙은 호수돈여고, 현숙, 영숙, 정숙은 호수돈보통학교를 졸업했다.
- 아버지 : 이용필(1867년 ~ 1919년)
- 어머니 :
  - 동생 : 이윤식
- 부인 : ?(1890년 ~ 1917년 2월 18일
  - 아들 : 이경
  - 아들 : 이훈
  - 아들 : 이찬
  - 아들 : 이준
  - 딸 : 이옥순
- 부인 : 이마대(李瑪大, 1895년 ~ 1976년 4월)
  - 아들 : 이동원(李東元, 1938년 ~ 1980년)
  - 딸 : 이혜숙
  - 딸 : 이현숙
  - 딸 : 이영숙
  - 딸 : 이정숙
  - 사위 : 이범석, 외무부 장관. 같은 이름인 목사 친척 조카는 동명이인임
  - 딸 : 이인숙
  - 딸 : 이혜원
- 처남 : 이근하
- 처 사촌 : 이근식, 의사
- 사촌 : 이윤선

## 같이 보기
| - 대한민국의 국무총리 - 조선민주당 - 조만식 - 최용건 - 한근조 - 윤치영 - 이기붕 - 이승만 - 장면 - 장택상 | - 제1공화국 - 5·16 군사 정변 - 이범석 - 이범석 - 정일형 |

## 역대 선거 결과
|  | 56.11% |

|  | 6.4% |

|  | 0.4% |

## 참고 자료
- 《대한민국 의정총람》, 국회의원총람발간위원회, 1994년
- 이윤영 - 대한민국헌정회
- 한국감리교인물사전 이윤영 편 보관됨 2007-10-04 - 웨이백 머신
- 언론재단 《경향신문》(1975.10.16) 7면[깨진 링크(과거 내용 찾기)]